# Challenge Desgrange-Colombo 1953
De Challenge Desgrange-Colombo 1953 was de zesde editie van dit regelmatigheidsklassement.
Er waren elf koersen die meetelden voor de Challenge Desgrange-Colombo: vier in België, drie in Frankrijk en Italië en één in Zwitserland. Renners moesten in elk van de organiserende landen (Frankrijk, Italië en België) aan minimaal één wedstrijd hebben meegedaan om in aanmerking te komen voor het eindklassement. Deelname aan de Ronde van Zwitserland was hiervoor niet verplicht.
Voor het eerst in het bestaan van de Challenge Desgrange-Colombo werd er een koers door een Nederlander gewonnen: Wim van Est schreef de Ronde van Vlaanderen op zijn naam. Eindwinnaar was de Italiaan Loretto Petrucci, die Milaan-San Remo en Parijs-Brussel op had gewonnen. Hij hield Tourwinnaar Louison Bobet drie punten achter zich. Het landenklassement werd voor de vijfde en laatste keer gewonnen door Italië.

## Wedstrijden
| Datum           | Koers                        | Winnaar          |
| --------------- | ---------------------------- | ---------------- |
| 19 maart        | Milaan-San Remo (1953)       | Loretto Petrucci |
| 5 april         | Ronde van Vlaanderen (1953)  | Wim van Est      |
| 12 april        | Parijs-Roubaix (1953)        | Germain Derijcke |
| 26 april        | Parijs-Brussel (1953)        | Loretto Petrucci |
| 2 mei           | Waalse Pijl (1953)           | Stan Ockers      |
| 3 mei           | Luik-Bastenaken-Luik (1953)  | Alois De Hertog  |
| 12 mei–2 juni   | Ronde van Italië (1953)      | Fausto Coppi     |
| 17 juni–24 juni | Ronde van Zwitserland (1953) | Hugo Koblet      |
| 3 juli–27 juli  | Ronde van Frankrijk (1953)   | Louison Bobet    |
| 4 oktober       | Parijs-Tours (1953)          | Jozef Schils     |
| 25 oktober      | Ronde van Lombardije (1953)  | Bruno Landi      |

## Puntenverdeling
| Wedstrijd                      | 1e | 2e | 3e | 4e | 5e | 6e | 7e | 8e | 9e | 10e | 11e | 12e | 13e | 14e | 15e |
| ------------------------------ | -- | -- | -- | -- | -- | -- | -- | -- | -- | --- | --- | --- | --- | --- | --- |
| Rondes van Italië en Frankrijk | 40 | 34 | 30 | 26 | 22 | 20 | 18 | 16 | 14 | 12  | 10  | 8   | 6   | 4   | 2   |
| Overige wedstrijden            | 20 | 17 | 15 | 13 | 11 | 10 | 9  | 8  | 7  | 6   | 5   | 4   | 3   | 2   | 1   |

## Eindklassementen

### Individueel
| Plek | Renner           | Punten |
| ---- | ---------------- | ------ |
| 1    | Loretto Petrucci | 69     |
| 2    | Louison Bobet    | 66     |
| 3    | Stan Ockers      | 53     |
| 4    | Pasquale Fornara | 48     |
| 5    | Ferdi Kübler     | 41     |
| 6    | Nino Defilippis  | 39     |
| 7    | Germain Derijcke | 38     |
| 8    | Wout Wagtmans    | 37     |
| 9    | Raymond Impanis  | 36     |
| 10   | Alex Close       | 34     |

### Landen
Voor het landenklassement telden de punten van de beste vijf renners per koers mee.
| Plek | Land        | Punten |
| ---- | ----------- | ------ |
| 1    | Italië      | 453    |
| 2    | België      | 444    |
| 3    | Frankrijk   | 355    |
| 4    | Zwitserland | 154    |
| 5    | Nederland   | 71     |
| 6    | Spanje      | 4      |

1948 · 1949 · 1950 · 1951 · 1952 · 1953 · 1954 · 1955 · 1956 · 1957 · 1958